# Richard Sprüngli

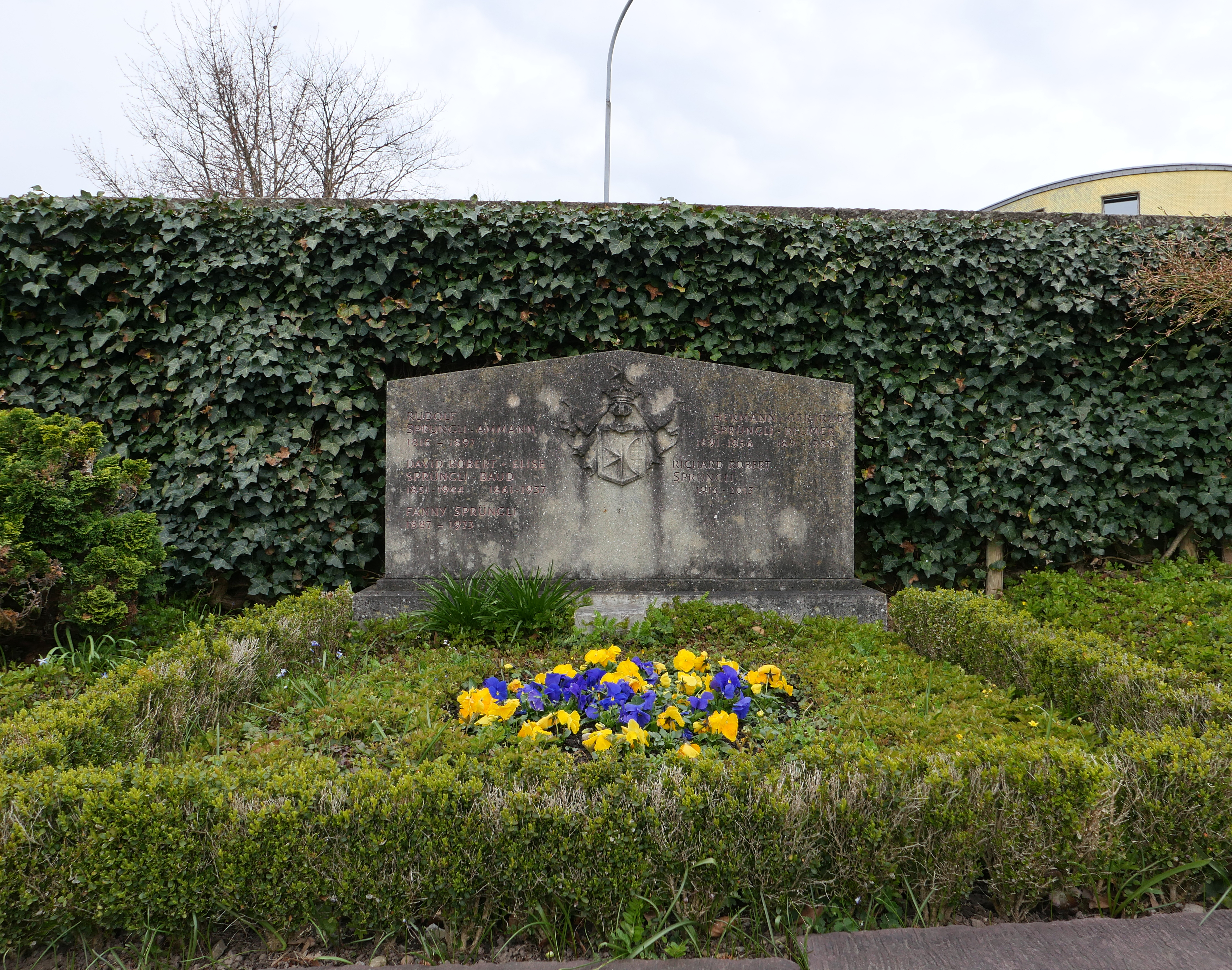
Das Familiengrab auf dem Friedhof von Kilchberg ZH, wo ausser Richard Robert Sprüngli auch Rudolf Sprüngli (1816–1897), David Robert Sprüngli (1851–1944) und seine Frau Elise, geb. Baud (1861–1937), Fanny Sprüngli (1887–1973) sowie Hermann Sprüngli (1891–1956) und seine Frau Gertrud, geb. Blumer (1891–1980), begraben sind.

Richard Robert Sprüngli (* 24. März 1916 in Kilchberg ZH; † 18. Oktober 2013 in Rüschlikon) war ein Schweizer Unternehmer.
Er war Inhaber der Zürcher Konditorei Confiserie Sprüngli, in der er seit 1948 arbeitete und die er von 1956 bis 1994 leitete.